# Philipp Ries
Philipp Ries (* 10. Juli 1989) ist ein deutscher Radrennfahrer.
Philipp Ries wurde 2005 deutscher Jugendmeister im Querfeldeinsport und deutscher Vizemeister im Straßenrennen. Den zweiten Platz der Straßenmeisterschaft wiederholte er 2006 in der Juniorenklasse. Außerdem gewann er eine Etappe bei der Niedersachsen-Rundfahrt der Junioren. In der Saison 2008 gewann Ries mit seinem Team Rothaus eine Etappe bei der Mainfranken-Tour und belegte den zweiten Platz in der Gesamtwertung. 
Von 2009 bis 2011 fuhr er für das Continental Team Heizomat. In der zweiten Jahreshälfte 2011 versuchte er sich als Stagiaire beim Professional Continental Team Skil-Shimano, erhielt dort aber keinen Vertrag für das Jahr 2012.

## Erfolge
2005
- Deutsche Crossmeisterschaft (Jugend)
- Deutsche Straßenmeisterschaften (Jugend)

2006
- Deutsche Straßenmeisterschaften (Junioren)
- eine Etappe Niedersachsen-Rundfahrt (Junioren)

2008
- eine Etappe Mainfranken-Tour (U23)